# منظومه آتش
منظومه آتش (با نام قبلی: لیمر) یک مجموعه تلویزیونی محصول سال ۱۳۸۷ به کارگردانی مرتضی متولی، نویسندگی فرهاد علیزاده آهی و تهیه‌کنندگی محمدحسین سیدزاده می‌باشد که از شبکه پخش شد. این مجموعه به سفارش شبکه استانی بوشهر در ۱۶ قسمت ۴۵ دقیقه‌ای تهیه شد.
داستان دربارهٔ دو برادر است که در شرکت نفتی جنوب مشغول کارند.

## بازیگران
- امیرحسین پوربهی
- آرام جعفری
- اسفندیار مهرتاش
- ثریا قاسمی
- حسن جوهرچی در نقش سیاوش پارسا
- خسرو جوادی
- شهنام شهابی
- علی‌اصغر محمدی
- علی قربانی
- غلامرضا زحمتکش
- فخرالدین صدیق‌شریف
- مجید سعیدی
- محمدرضا دیناروند
- محمدرضا نوروزی
- محمود بهرامی
- مرتضی فیروزی
- مهدی امینی‌خواه
- نسرین غلامی